# Zbraslavský pivovar
Zbraslavský pivovar je bývalý pivovar v Praze, který stojí v jižní části areálu Zbraslavského zámku mezi Zbraslavským náměstím a ulicemi U Národní galerie a Bartoňova. Je chráněn jako nemovitá kulturní památka České republiky; předmětem památkové ochrany jsou budovy pivovaru, restaurace a skladu.

## Historie
Pivovar byl při klášteře založen již ve 13. století. Nově byl vystavěn roku 1764 v barokním slohu a během 19. století jej majitel dal upravit a rozšířit. Roku 1910 koupil Zbraslavský zámek s pivovarem rytíř Cyril Bartoň z Dobenína a zadal architektu Dušanu Jurkovičovi jeho přestavbu.
V roce 1950 byl pivovar zrušen; jeho ležatý chladicí štok je dosud v provozu v pivovaru U Fleků.

## Popis
Areál pivovaru uzavírá severní stranu náměstí. Jednopatrová hlavní budova na půdorysu písmene „F“ o dvaceti osách v sobě zahrnuje starší část s hřebínkovými klenbami. Tato stavba je z větší části podsklepena valeně klenutými sklepy; klenby jsou také ve vyšších podlažích. Fasády jsou v historizujícím romantickém duchu s převýšenou částí na ose. Ze sedlové střechy vyčnívají tři komíny; komín na ose stavby, hvozdu, je doplněn korunkou.
Západní křídlo pivovaru má na straně otočené do zámeckého parku romantizující fasádu rozdělenou do tří částí; tyto části jsou kryty samostatnými střechami. Východní křídlo je upraveno v historizujícím slohu a je zakončeno štítem. Hlavní budova umístěná v jihovýchodním rohu areálu je spojena s patrovým domem čp. 471, postaveném na obdélném půdorysu s úzkým dvorním křídlem. Jižní část tohoto domu je podsklepena, jeho přízemí klenuto.
Přízemní nepodsklepený sklad stojí západně od čp. 471; jeho jižní část je zaklenuta českými plackami do pasů.